# ルドルフ・ヘス
ルドルフ・ヴァルター・リヒャルト・ヘス（Rudolf Walter Richard Heß [hɛs], 1894年4月26日 - 1987年8月17日）は、ナチス・ドイツの政治家。
国家社会主義ドイツ労働者党副総統（総統代理、指導者代理とも訳される）、ヒトラー内閣無任所大臣。陸軍の最終階級は予備役少尉。また党内初の親衛隊名誉指導者であり、親衛隊における最終階級は親衛隊大将。現在ではネオナチの信奉対象ともなっている。

## 生涯

### 生い立ち

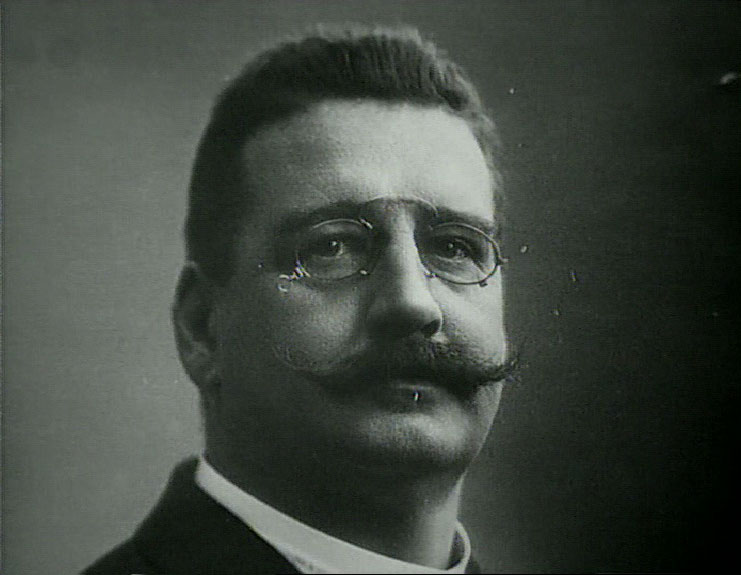
父フリッツ・ヘス

ルドルフ・ヘスは1894年4月26日エジプトのアレクサンドリアでドイツ人貿易商ヨハン・フリッツ・ヘス (Johann Fritz Heß) の息子として生まれた。母はスイスの豪商・領事の娘クララ・ミュンヒ (Klara Münch) 。ヘス家の居間には皇帝ヴィルヘルム2世の肖像画が飾られ、皇帝の誕生日には本国と同様に祝う典型的なドイツ人家庭であった。弟にアルフレート(de:Alfred Heß (NSDAP/AO))、妹にマルガレーテがいるが、弟アルフレートは精神障害者だった。
アレキサンドリアのドイツ人学校に通うとともに家庭教師に学んだ。権威主義的で厳格な父の支配する家庭で、ヘスは神秘主義に魅かれやすい内向的な性格に育ち、瞑想の呼吸法を自分なりにアレンジするなど東洋的な思考法に染まっていった。1908年にはドイツ本国・ライン地方のバート・ゴーデスベルクにある寄宿制ギムナジウムに送られて青年期をそこで過ごしたが、学友からは「エジプト人」と呼ばれて馬鹿にされたという。
ギムナジウムで3年過ごした後、父の希望でスイスの商業学校へ入学した。1年でここの学業を終え、ドイツ・ハンブルクで年期奉公した。将来父の貿易商の家業を継ぐための修行であった。

### 第一次世界大戦
1914年8月に第一次世界大戦が始まると、父の反対を押しきって従軍を志願した。ヘスが父に逆らったのはこの時が初めてだった。ヘスはバイエルン王国軍第一歩兵連隊隷下の第一中隊に入営し、西部戦線のイーペル戦に動員された。ついでソンムとアルトワの陣地に駐留した。初めての戦場にヘスはかなり興奮したらしく、「村々が燃えていました。心を奪われるほど美しく。戦争よ！」と手紙に書きつづっている。
1915年4月に兵長に昇進し、陣地防衛での勇戦が認められ、二級鉄十字章を授与された。1915年夏に伍長に昇進した。1916年2月から始まったヴェルダンの戦いに動員され、6月12日に榴弾の破片で両足と背に重傷を負った。退院後の1916年12月に副曹長に昇進するとともにバイエルン第18予備歩兵連隊第10中隊隷下の小隊の小隊長に任じられ、ルーマニア戦線に派遣された。しかし1917年、ルーマニア・フォクシャニでの戦闘で肺に銃弾を受け重傷を負い、ライヒホルツグリューンで長期入院することとなった。1917年8月8日に書留郵便で少尉昇進の辞令を受けた。
退院後の1918年春には志願していた航空隊への移籍が認められた。アウクスブルクの飛行学校に通った後、1918年11月1日付けでバイエルン第35戦闘機中隊 (Bayrsche Jagdstaffel 35) の戦闘機パイロットになった。しかし空の英雄になるには時が遅かった。ヘスの初出撃のわずか数日後に大戦は終結し、一機も撃ち落とすことはなかった。1918年12月13日に退役した。

### 第一次世界大戦後
戦時中にエジプトの父の会社は同地の事実上の宗主国であるイギリスによって敵性外国人財産として没収されていた。ヘスは1919年2月16日にミュンヘン大学に入学した。
ミュンヘン大学入学とほぼ同時期に彼は国粋主義団体トゥーレ協会に参加した。ミュンヘンのホテル「フィーア・ヤーレスツァイテン」に武器を調達、義勇兵の徴募、サボタージュ部隊の扇動など、ミュンヘンを実効支配したバイエルン・レーテ共和国を打倒するために重要な任務を果たした。1919年5月にフランツ・フォン・エップ率いる義勇軍（フライコール）が「フィーア・ヤーレスツァイテン」に司令部を置いたが、この際に同義勇軍に加わっている。5か月ほど同義勇軍に将校として勤務していた。

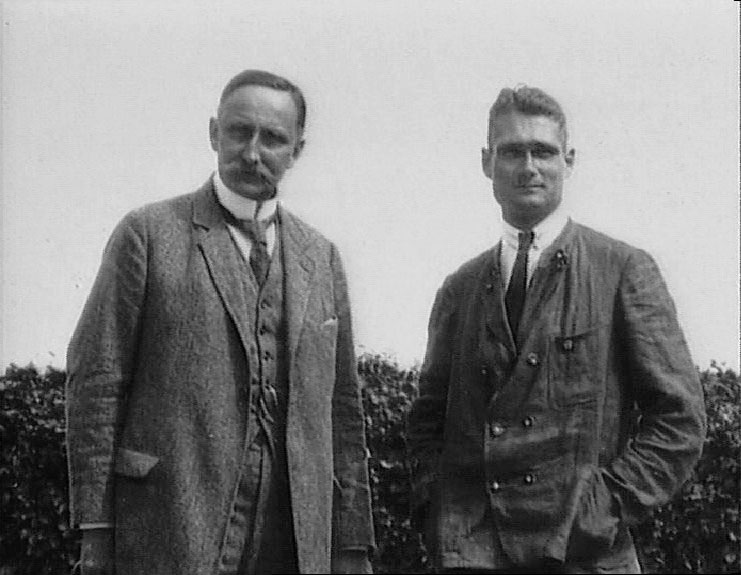
ハウスホーファーとヘス（1920年頃）

この後、ヘスはミュンヘン大学に戻り、経済学、歴史、政治学、地政学を学んだ。このとき地政学の父と呼ばれるカール・ハウスホーファー教授の薫陶をうけた。ハウスホーファーは大戦中には将官として出征し、また説得力に富んだ教授であったため、広く尊敬された人物であった。ヘスも彼に深く心酔し、強い影響を受けた。ハウスホーファーには「ドイツ民族には『生存圏』が不足しており、これは東方にしか見出すことができない」という持論があり、ヘスはこの生存圏構想に強く惹かれていた。
ヘスは多くの元軍人たちと同様に、共産主義者とユダヤ人がドイツ革命の黒幕（11月の犯罪者）と確信していた。大学在学中も反共主義と反ユダヤ主義の政治運動に没頭した。元々ヘスはユダヤ人とまったく関わりがなく、反ユダヤ主義者でも親ユダヤ主義者でもなかったのだが、敗戦によるドイツの混乱が酷過ぎたため、当時横行していた敗戦の責任をユダヤ人に被せる言論に惹かれて一気に反ユダヤ主義者になってしまったという。
ルール地方でスパルタクス団（ドイツ共産党の前身）の反乱が発生すると、その鎮圧に参加するため1920年3月29日に再びエップ義勇軍に入隊した。ヘスは国軍の飛行場を防衛する任に就いていた。4月末には反乱は鎮圧され、ヘスも4月30日にエップ義勇軍を退役した。

### ナチ党闘争時代の活動
1920年5月、ミュンヘンのビヤホール「シュテルンエッカーブロイ」においてアドルフ・ヒトラーの演説を初めて聞き、非常に共感を覚えたヘスは、7月1日にナチ党の創立メンバー（党員番号16）として入党した。学生リーダーとなってヒトラーとも密接な関係を築く。このころのヘスの手紙からはヒトラーを「護民官」と呼んで熱狂する様子がよく伝わってくる。
1923年11月8日夜20時30分から始まったミュンヘン一揆においてはヒトラーに同道して「ビュルガーブロイケラー」へ突入した。ヘスはその夜捕まえたバイエルン州政府閣僚の移送にあたった。さらに翌日午前11時には大学生たちを率いてミュンヘン市役所を襲撃してユダヤ人とドイツ社会民主党党員の市議会議員を拘束し、彼らを人質としてビュルガーブロイケラーへ移送した。その後も人質の監視の任にあたっていた。ヘスは人質に乱暴な取扱いはしなかったという。
一揆の失敗を知り、オーストリアのザルツブルクに逃亡するが、翌1924年4月2日にヒトラーに判決が下ったことを知るとミュンヘンへ戻って自首した。バイエルンの国民法廷から18か月の城塞禁固刑を言い渡され、ヒトラーと同じランツベルク刑務所に投獄された。
獄中ではヒトラーと非常に親密な関係を築いた。ハウスホーファー教授が頻繁にランツベルク刑務所のヘスを訪ね、ヒトラー、ヘス、ハウスホーファーの三人で長時間にわたり語り合ったりしていた。ヒトラーの著書『わが闘争』の口述筆記もヘスが務めた。ヘスはただの筆記者ではなく、ヒトラーの著述のアドバイザーでもあった。『我が闘争』の中の「生存圏」や「歴史におけるイギリスの役割」などの項目はヘスの影響が大きい。
出獄後は一時ミュンヘン大学でハウスホーファーの助手になるが、すぐに辞職。ヒトラーの個人秘書となり、ヒトラーとの密接な関係を続けた。彼はヒトラーのスケジュールを管理し、またヒトラーへの苦情の受付を担当するなどして、ヒトラーを面倒事から解放した。またヒトラーに接近する者の管理を行った。アルフレート・ローゼンベルクは当時のことを「ヒトラーに近づくのは容易ではなかった。いつもその近くにヘスがいたからだ」と語っている。ただし1932年までヘスにはナチ党内で公式の肩書は何もなく、ヒトラーの個人的な秘書にすぎなかった。
ヒトラーとヘスは公的な場では「貴方 (Sie)」で呼び合っていたが、私的な場では親密な間柄の二人称「きみ (du)」で呼び合う仲だった。しかしヒトラーはすでにこの頃からヘスにいらつくことがあり、1927年夏にはハインリヒ・ホフマンに対して「ヘスは真面目だが、時々神経に触る」と語っている。
1927年12月20日にはヒトラーとハウスホーファー教授を立会人としてイルゼ・プレールと結婚している。結婚式はキリスト教会を嫌って市役所において行った。
ヘスはヒトラーの秘書活動の合間を縫って党のための宣伝飛行も行っていた。「ドイツ一周飛行」や「ツークシュピッツェ飛行」などの航空イベントに参加した。1931年にはナチ党所有の航空機で社民党の集会に低空飛行をかけて社民党員を蹴散らした。この件で社民党から告発を受けて裁判沙汰となった。普段は真面目でおとなしいが、突然飛行機に乗って極端なことをやる傾向は当時からあったようである。
グレゴール・シュトラッサーの除名後の1932年12月、ヒトラーはシュトラッサーの組織全国指導者の職をいくつかに分解し、そのうちの中心的な役割をヘスとロベルト・ライに与えた。ヘスには中央政治局局長なる地位が与えられた。これは全ての党機関を監督する責任者であった。

### ナチ党政権獲得後

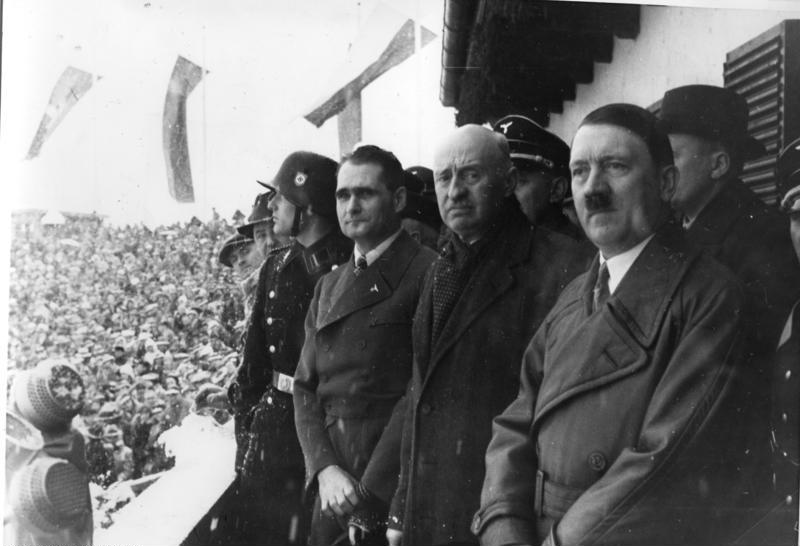
1936年2月6日、ガルミッシュ＝パルテンキルヒェン冬季五輪開会式におけるヒトラーとヘス

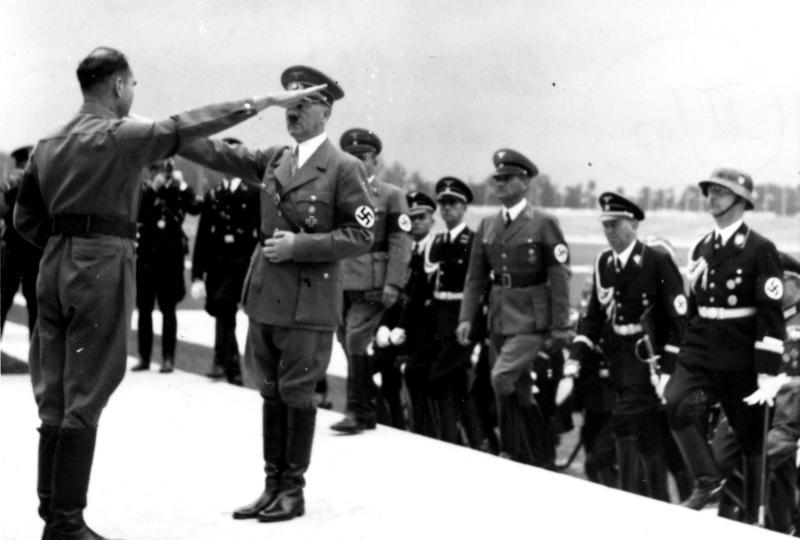
1938年9月6日、ニュルンベルク党大会においてナチス式敬礼で挨拶を交わすヒトラーとヘス

翌1933年1月30日、パウル・フォン・ヒンデンブルク大統領よりヒトラーが首相に任命された。1933年3月の国会選挙でヘスは国会議員に当選した。
1933年4月21日にナチ党の副総統（Stellvertreter des Führers,「指導者代理」や「総統代理」とも訳される）に任命された。この職位は総統の名で党のあらゆる問題を処理する権限を持ち、また立法が国家社会主義に即しているかどうか監視するためにドイツ国のあらゆる法律制定に参画すると定められていた。ヘスにはヨーゼフ・ゲッベルスの新聞、エルンスト・レームの突撃隊、ヘルマン・ゲーリングの警察権力といったような実力が何もなかった。ヘスの実権は全てアドルフ・ヒトラーから発せられるものであった。そして恐らくそれが彼が副総統の地位を得た理由であった。
ハインリヒ・ヒムラーの親衛隊 (SS) に接近を図り、親衛隊名誉指導者として親衛隊に入隊し、ヒムラーから親衛隊大将の階級を与えられた。親衛隊大将の階級を最初に得たのはヘスである。1934年6月にはヘスは副総統の権限で、親衛隊情報部 SD をナチ党唯一の諜報機関とすると定めた。
1933年7月からは、マルティン・ボルマンがヘスの秘書・副官として活動するようになった。ボルマンは非常に有能な人物で、上官ヘスから徐々に権限を奪っていた。
1933年10月3日にはナチ党国外組織 (AO) (de:NSDAP/AO) の総裁に就任し、エルンスト・ヴィルヘルム・ボーレをその大管区指導者、実弟アルフレートを副指導者とした。また外国籍のドイツ人の管理のための機関として「外国でのドイツ主義のための民族団体」(VDA) を立ち上げ、恩師のカール・ハウスホーファーにその総裁に就任してもらっている。さらにヨアヒム・フォン・リッベントロップに「リッベントロップ事務所」を立ち上げさせた。ヘスはこれらの組織を使って外務省やナチ党対外政策全国指導者アルフレート・ローゼンベルク、さらに独立傾向を強めたリッベントロップなどと外交権をめぐって争った。
1933年12月1日にはヒトラー内閣に無任所大臣として入閣した。党を代表して内閣に参加するという建前であった。
1934年6月30日の突撃隊粛清（「長いナイフの夜」）の直前の6月25日に、ヘスは突撃隊で横行していた第二革命論を批判する声明を出した。しかしヘスがレーム以下突撃隊幹部をまとめて粛清することを知らされたのは、当日朝早くのヒトラーの電話によってであった。粛清自体にではなく、自分に事前に何も伝えられなかった事に彼は大きなショックを受けたとされる。ヒトラーはその電話でヘスにミュンヘンの褐色館に参じるよう命じ、自身はレーム以下突撃隊幹部を招集していたバート・ヴィースゼーに逮捕に向かった。一方ヘスは命令通り褐色館に参じた。そこでも数十名の突撃隊員が監禁されており、ヘスは彼らに「諸君も容疑者だ。諸君のうち罪なき者も、他人の罪により苦しむことになるであろう」と冷たい口調で言い放った。しかしその後、ヒトラーがヘスの友人のアウグスト・シュナイトフーバー突撃隊大将の銃殺を決定した時にはかなり動揺した様子であったといい、ヘスはヒトラーに考え直させようとしたが、却下されて奥の部屋に引っ込み、そこで泣いていたという。一方でレームの粛清には何のためらいもなかったらしく、ヘスは「最大の豚は消えねばならない」と述べ、「総統、レームの処刑は私にお任せください！」とヒトラーに願い出ている。もっとも彼はこれを認めず、別の者に処刑させた。
この事件以降、ヘスはノイローゼ気味になり、しまいには心気症（ヒポコンデリー）を患った。また、彼は1933年頃から胃や胆石の痛みを訴えるようになっていたが、それらもますます酷くなった。やがてボルマンに実務が委ねられることが多くなり、ヒトラーとも徐々に疎遠となった。この頃ヒトラーはゲーリングに、「ヘスが私に代わって務めることがなければいいんだがな。そうなったら気の毒なのはヘスなんだか党なんだか、分からんな」と語ったという。
総統の寵愛を失うに連れて、ヘスには政府代表としてドイツ各地を巡って国民や党員と交流を深める形式的な職務が多く割り当てられるようになり、実権をますます喪失させていった。日々冷遇されるヘスはオカルトに没頭するようになり、占星術やダウジング、夢占い、千里眼などの専門家が続々と彼の下に集まってくるようになった。
1935年制定の反ユダヤ主義法ニュルンベルク法には、ヘスの署名がある。その後も多数の反ユダヤ関連の法律に署名した。ただ1938年11月8日に発生した反ユダヤ主義暴動「水晶の夜」については、首謀者であるゲッベルスと仲が良くなかったこともあり、「文化的市街を略奪して汚すのはドイツ人らしくない」と反対の弁を口にしている。
1939年8月には、ゲーリングを議長とする「国防閣僚会議」の議員となる。もっともこの会議は一度も開かれることはなく、単なる名誉職であった。1939年9月1日にヒトラーは対ポーランド戦の開戦にあたっての国会演説で、ヘスをゲーリングに次ぐ第二後継者と定めた。もちろんこの頃のヘスはほとんど実権を喪失しており、彼の国民的人気に配慮しただけの指名であった。

### イギリスへの逃走

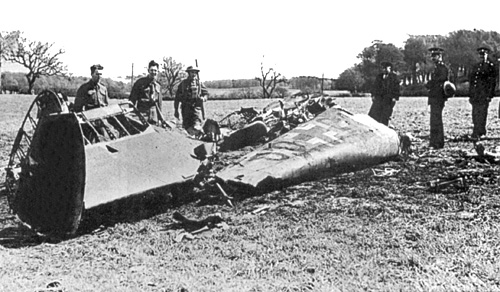
ヘスの搭乗したBf110の残骸

ポーランド侵攻後、ドイツはイギリスとフランスから宣戦布告を受けた。1940年6月にドイツはフランスを下して占領下に置いた。ヒトラーはイギリスに対してはかねてから和平を望んでおり、ヘスも同意見であった。また、同じく対英和平論者であったハウスホーファーと1940年8月31日に会談した際、「ヘスが飛行機に乗って重要な目的地に旅立つ」「ヘスが大きな城に入っていく」という夢を見たと告げられており、ヘスは単独で渡英し、和平を実現することを思いついた。
ヘスはハウスホーファーと、その息子のアルブレヒトとたびたび書簡を交わした。アルブレヒトは英国側の接触者として、ハミルトン公ダグラス・ダグラス＝ハミルトンを推薦した。ハミルトン公は国王や首相ウィンストン・チャーチルと親しく、ヘスとベルリンオリンピックで面会したことがあった。ヘスはハミルトン公の元に手紙を送ったが、イギリス側の検閲のため届かなかった。
1940年10月頃からヘスは飛行訓練を始めた。訓練にはBf110の設計者であるウィリー・メッサーシュミットも協力し、以降30回の飛行訓練を行った。また国外組織指導者ボーレはハミルトン公あて書簡の英訳を依頼されている。これらの準備は秘密裏に行われたわけではなかったが、差し止められることはなかった。書簡の英訳が終了した頃、ヘスは飛行を試みたが、飛行機の故障により引き返した。この際に飛行の理由と、「失敗した時を考慮し、総統は何も知らぬ立場に置かねばならない」と副官カール＝ハインツ・ピンチュ大尉に語っている。
1941年5月10日正午、アルフレート・ローゼンベルクがヘスの元を訪れ、ヒトラーに対する連絡の有無を相談した。午後6時10分、ヘスはイギリスに向けBf110で飛び立った。この際、ピンチュが空軍に戦闘機の誘導電波発出を依頼したため、ゲーリングはヘスの逃走を知った。ゲーリングは第26戦闘飛行旅団長アドルフ・ガーランドにヘスの機の捜索を命じたが、すでに薄暮にさしかかっていたため、ガーランドは形だけの捜索を行い「捜索失敗」を報告した。以降、ドイツ側がヘスの消息をつかむことはできなかった。
イギリスにはバトル・オブ・ブリテンでドイツ空軍を撃退した強力かつ厳重なレーダー防空網が敷かれていたため、わずかな訓練を受けただけのヘスが、しかも夜間飛行を行いイギリス本土に到達するのは困難であることが予想された。しかしヘスは奇跡的に防空網をかいくぐり、イギリス時間午後8時30分頃、スコットランドのグラスゴー郊外の農場に不時着した。ヘスは右足首を捻挫したものの無事であった。ヘスは身分を隠して「アルフレート・ホルン大尉」と名乗り、逮捕に来た郷土防衛隊員にハミルトン公との面会を依頼した。しかしすでに深夜であったため、ハミルトン公は翌日に面会することにした。

### イギリスでの虜囚時代

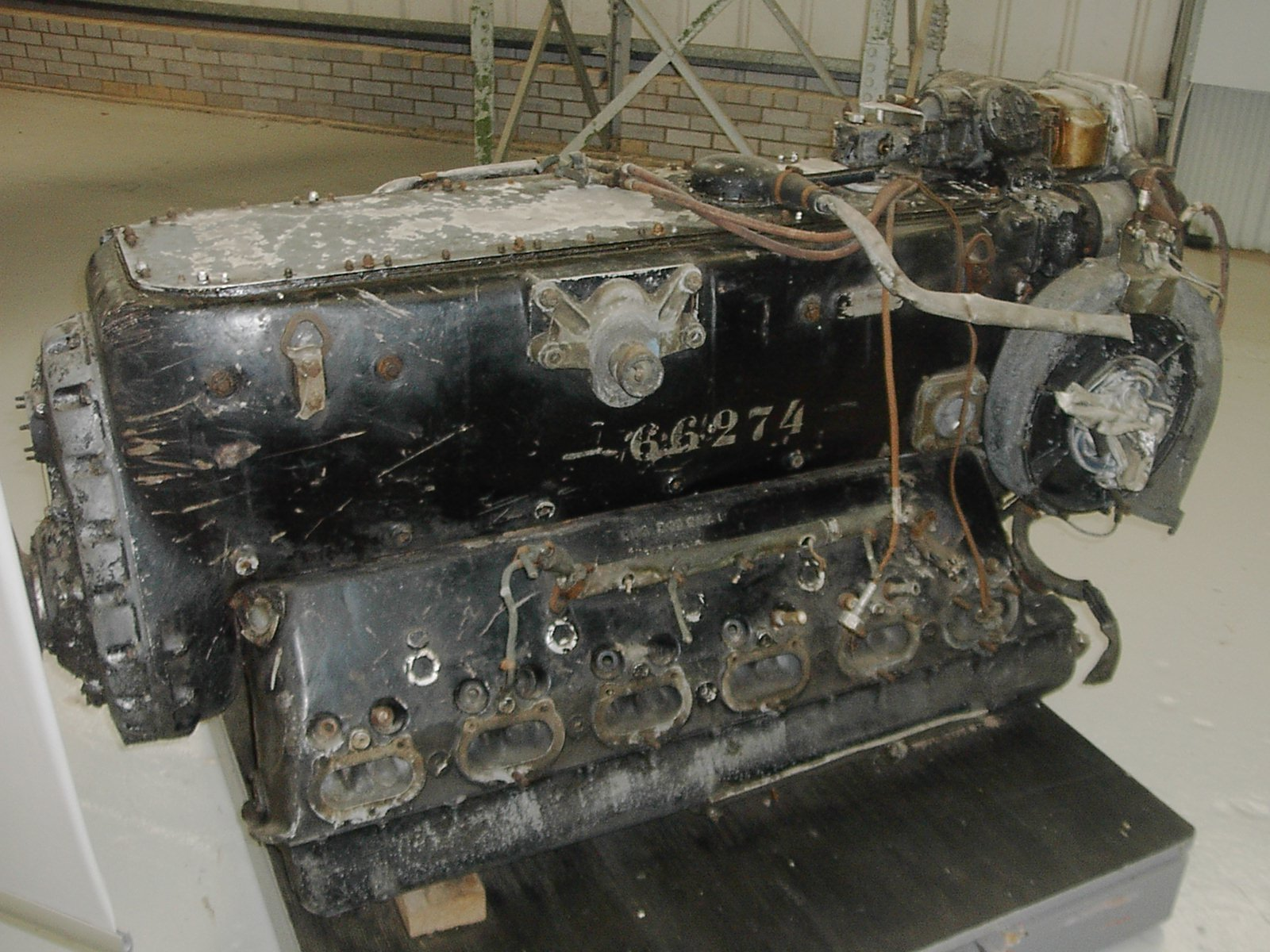
ヘスの搭乗したBf110のエンジン（イギリス国立航空博物館所蔵）

5月11日、ヘスはハミルトン公と面会して身分を明かした。事態の重大さに驚いたハミルトン公は彼をブキャナン城に移し、政府に連絡を取った。同じ頃、副官ピンチュはオーバーザルツベルクのベルクホーフに到着し、3時間待たされた後にヒトラーにヘスの書簡を見せた。これを読んだヒトラーは驚愕し、「何ということだ、ヘスがイギリスへ逃走した」と叫んだという。ピンチュはその後逮捕され、1944年まで収監された。
5月12日、ドイツではヒトラーと外相ヨアヒム・フォン・リッベントロップが討議し、ヘスの逃走を認可すれば、ドイツが同盟国を裏切って対英単独講和を行おうとしたと取られることを危惧した。午後8時、ミュンヘン放送局で「党員ヘスが病気進行のため、総統の制止を振り切って飛行機に乗って飛び立ち、帰還していない」とヘスの逃走がはじめて公表された。
イギリス時間5月13日午前0時、ハミルトン公とともにヘスの元を訪れたBBCヨーロッパ部長アイヴォン・カークパトリック（Ivone Kirkpatrick）は、その人物が間違いなくヘスであると確認した。ヘスはカークパトリックらに4時間にわたって語りかけ、ヨーロッパにおけるドイツの「フリーハンド」を要求した。午前6時、BBCでヘスの脱走がはじめて報道された。ただし、理由については「イギリスはゲシュタポから逃れられる唯一の国である」と述べたのみであった。カークパトリックの報告を受けたウィンストン・チャーチル首相は、「ヘスだろうが何だろうが、わしはまずマルクス兄弟の映画を見る」とジョークを飛ばすなど冷静に対処し、その後ヘスを「国家捕虜」として扱い、陸軍省によって拘禁することを決めた。
ヘスがイギリスに到着したことを知ったドイツは再度放送を行い、精神異常の結果であったことを強調した。また、外相リッベントロップはイタリアのベニート・ムッソリーニ首相と会談し、ヘスが精神異常であったことを説明した。ムッソリーニは表面上は愛想良く振る舞い、ドイツ側に了解の意を伝えたが、後にイタリア外相ガレアッツォ・チャーノに、「ナチス体制にとっては大打撃だが、ドイツの権限を失墜させる点では喜ばしい」と語っている。
5月16日、ヘスはブキャナン城からロンドン塔に移送された。彼はロンドン塔に幽閉された最後の人物となった。チャーチルはヘスの対英和平意図を議会で公表しようとしたが、閣僚の反対を受けて断念した。同日、ナチス本部は「ドイツに関する限り、ヘス事件は終了した。我々はもはやヘス氏と何の関わりもない」と声明した。これ以降、両国政府がヘスに関して動きを見せることはなくなった。
メッサーシュミットやハウスホーファーらピンチュ以外の関係者は取り調べを受けたが短期間で釈放された。ヘスの権限は新たに党官房長に任命されたボルマンが掌握した。しかしヘスの写真はドイツ各地で他のナチス幹部と同様に飾られ続け、家族には閣僚としてのヘスの年金が支払われ続けた。
5月20日、ヘスはファンボロー付近のミチェット・プレイス基地に移送された。拘禁生活でヘスは鬱病を悪化させ、食物に毒物が入っているのではないかという強迫観念にとりつかれた。6月15日、ヘスは部屋のバルコニーから飛び降り自殺を図ったが、一命はとりとめた。1942年6月26日、ヘスはウェールズのアバガヴェニーにある精神病院に収容され、終戦までそこにいた。

### ニュルンベルク裁判

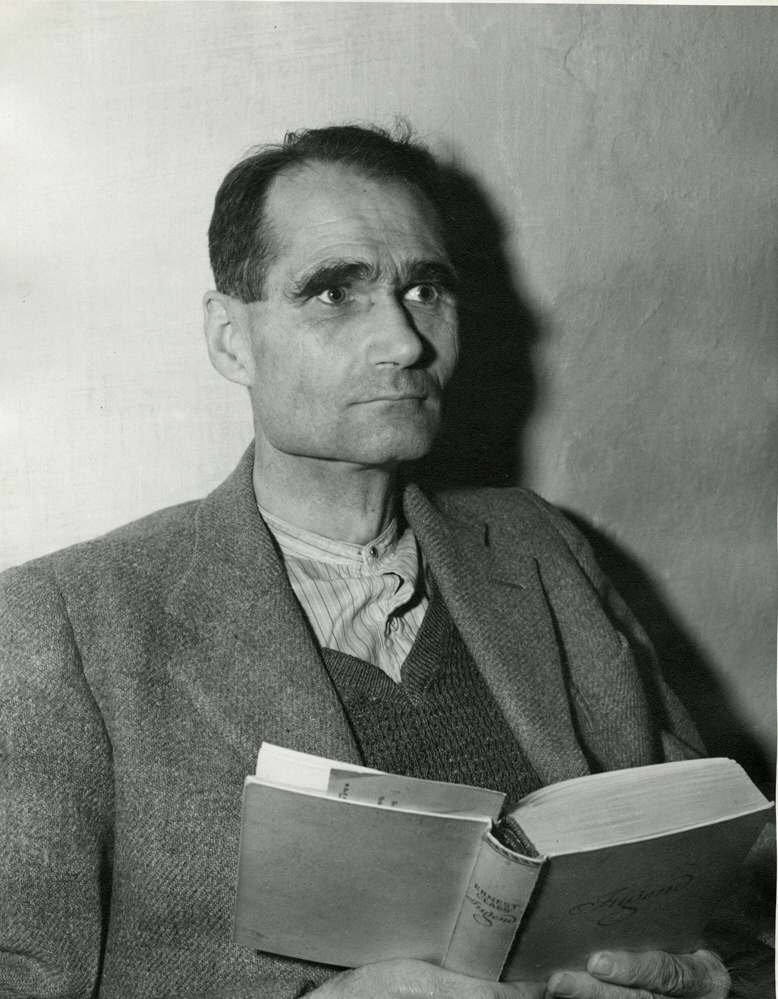
ニュルンベルク監獄でのヘス（1945年11月24日）

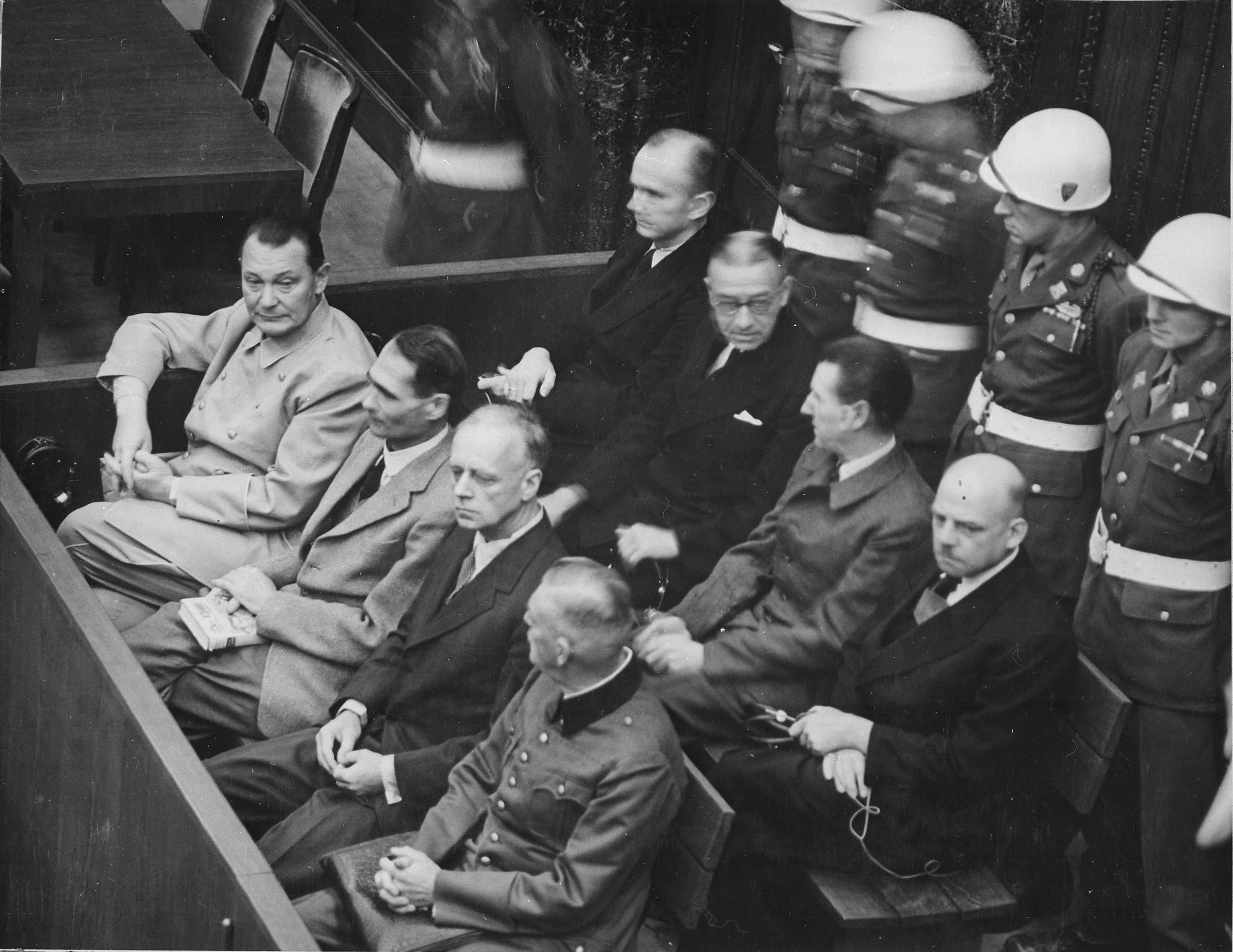
ニュルンベルク裁判での被告席にて。前列奥からゲーリング、ヘス、リッベントロップ、カイテル

終戦後の1945年10月10日、ニュルンベルク裁判にかけるためにアメリカ軍が管理するニュルンベルク刑務所に入れられた。
しかしヘスは記憶喪失を主張した。アメリカ軍がヘスをゲーリングやハウスホーファー教授と引き合わせても、ヘスは「この人を知らない」と主張した。11月7日に彼の弁護士ギュンター・フォン・ロールシャイト博士はヘスの精神鑑定を求めた。法廷の要請により米英ソの精神分析医が10名集められてヘスの精神鑑定を行った。彼らは「ヘスの健忘症は、弁明を行ったり過去の出来事を理解したりする彼の能力を妨げるものである」と結論した。裁判を受ける法的能力があるかどうかは判事団にゆだねられた。
因みに、ニュルンベルク刑務所付心理分析官グスタフ・ギルバート大尉が、開廷前に被告人全員に対して行ったウェクスラー・ベルビュー成人知能検査によると、ヘスの知能指数は120で、全被告人中では4番目に低かった。
11月20日からニュルンベルク裁判が始まった。ヘスは全ての起訴事項（第一起訴事項「共同謀議」、第二起訴事項「平和に対する罪」、第三起訴事項「戦争犯罪」、第四起訴事項「人道に対する罪」）で起訴された。11月21日に被告人全員に対して自分の訴因について「有罪」か「無罪」かを答える罪状認否が行われたが、この際にヘスだけが「ナイン（ノー）」と答えて失笑を買った。ヘスはこれ以外にも、終始虚ろな目をし、床に寝っ転がって食事をしたり、運動場で脚を高く上げて行進したり、法廷でヘッドホンの着用を拒否したり、卑猥な言葉をつぶやいたり、公判中に小説を読んだりするなど奇行が目立った。
11月29日にヘスに法廷能力があるかどうかの審理が開かれた。一人被告席に座るヘスにギルバート大尉は「貴方はもうじき来なくて良くなるだろう」と告げた。ヘスはこれに驚いた様子であったという。審理がはじまるとヘスは突然「今後、私の記憶は外部世界に対して再び反応します。記憶喪失を装っていたのは、戦術上の理由からであります」と述べ、自ら記憶喪失ではないことを明らかにした。これに法廷や世界中のマスコミは驚いた。これを受けて判事団は1945年12月1日に「ヘスには責任能力あり」と結論し、彼は裁判に残ることとなった。
1946年2月5日、ヘスはロールシャイトを熱心でないとして解雇し、ハンス・フランクの弁護をしているアルフレート・ザイドルを指名した。被告側弁論においてヘスが自ら立つことはなかった。ザイドルは独ソ不可侵条約の密約問題を持ち出し、ソ連が裁判官の席に座る資格はないことを主張した。またかつてヘスの指揮下にあった海外のある組織がスパイ活動をしていなかったことを証明するために2人の証人を召喚してヘスの弁護側反論は終わった。彼自身が証言に立たなかったため、反対尋問もなかった。
1946年10月1日に被告人全員に対して判決が下った。ヘスは判決の際にもヘッドホンを付けることを拒否した。判決文が読み上げられている間、彼は体を前後に揺らしていた。ヘスは「第三帝国による忌まわしい行為に実際には参画していなかった」として第三起訴事項「戦争犯罪」と第四起訴事項「人道に対する罪」について無罪とされた。一方で「初期のナチスにおける共謀にはヒトラー、ゲーリングに次ぐ幹部として加わっており、また彼はチェコスロバキアとポーランドを分割する布告に署名している」として第一起訴事項「共同謀議」と第二起訴事項「平和に対する罪」で有罪とされた。
その後に個別に言い渡された量刑判決では、ヘスは終身刑判決を受けた。ヘスは死刑判決を逃れた10人の被告のうちの1人だった。10月16日、死刑判決を受けた10人の死刑囚（自殺したゲーリングをのぞく）の刑が執行された。死刑執行後、ヘス以下死刑判決を逃れた被告らは死刑場の清掃をさせられた。ヘスは刑執行の際に飛び散った血のついた床を見つけると右手を掲げてナチ式敬礼を行った。

### シュパンダウ刑務所

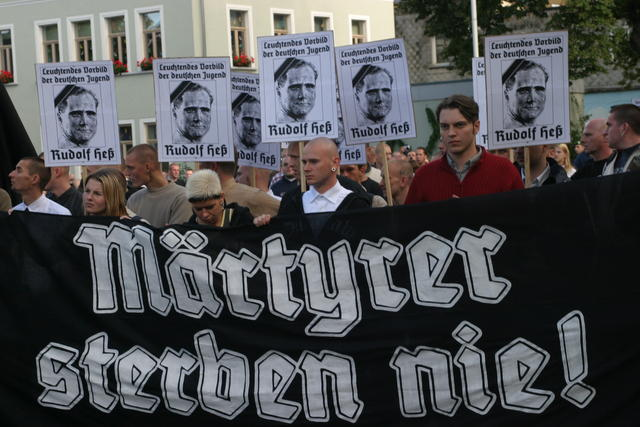
ヘスの肖像を掲げるネオナチのデモ。横断幕には「殉教者たちは決して死なない」と書かれている（ヴンジーデル、2004年8月21日）

1947年7月18日から他の禁錮刑判決を受けた戦犯たち（ヘス以外にバルトゥール・フォン・シーラッハ、アルベルト・シュペーア、カール・デーニッツ、コンスタンティン・フォン・ノイラート、ヴァルター・フンク、エーリッヒ・レーダー）とともにシュパンダウ刑務所で服役することになった。
同刑務所は米英仏ソ四国の共同管理で月ごとに看守が交代した。イギリスが1月・5月・9月、フランスが2月・6月・10月、ソ連が3月・7月・11月、アメリカが4月・8月・12月を担当した。ヘスの囚人番号は一番後の7番であった。ヘスは刑務所に入る際に飛行服とヘルメットとブーツの保管に細心の注意を払うよう頼んでいる。
受刑中もヘスは内向的で他の受刑者となじまず、一人瞑想したりしていた。アメリカ軍の刑務所管理官ユージン・バード大佐（Eugene Bird）は囚人たちにかなり寛大で、宇宙計画に関心を持っていたヘスのためにNASAの研究成果を調達したり、バード大佐の名前でヘスとNASAの科学者の文通を取り持つなどしていた。しかしそれを問題視したソ連の圧力で彼は後に解任された。
1954年にノイラート、1955年にレーダー、1956年にデーニッツ、1957年にフンクが釈放された。そして1966年9月30日にシュペーアとシーラッハが刑期満了で釈放されると、ヘスはただ1人の受刑者となった。さらに、1981年9月1日にシュペーアが死亡すると、ニュルンベルク裁判の被告としては最後の生き残りとなった。しばしば家族や政治家、学者たちから減刑嘆願書が国連常任理事国に提出されたが、ソ連の反対によって常に却下された。拒否権を有するソ連が反対を続ける限り、ヘスが釈放される可能性はなかったが、ネオナチによってヘスは「ナチズムの殉教者」として次第に祭り上げられていった。しかし彼自身はネオナチを「正統なナチズムの歪曲や誤解の産物」として嘲り嫌っていたという。

### 自殺とその死について

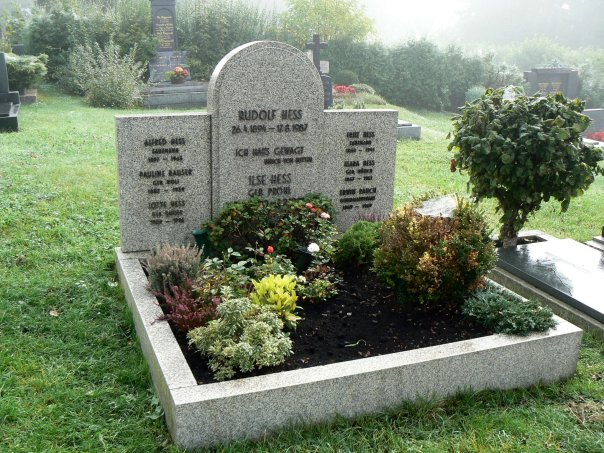
バイエルン州ヴンジーデルにあったヘスの墓

1987年8月17日、93歳のヘスはシュパンダウ刑務所内の庭に設けられていた避暑用のキャビンにおいて電気コードで首を吊り死亡した。ヘスは以前にも二度自殺を試みていた。ポケットには遺書が残されており、鬱病による首吊り自殺と結論づけられた。しかし、彼の死は自殺ではなく謀殺であり、遺書も偽造されたものだという主張も存在する。ヘスの息子ヴォルフ＝リュディガー・ヘスはイギリスによる暗殺説を主張している。彼は「1980年代にはソ連が釈放に傾きつつあったため、単独飛行の際に話し合われたことを釈放後に暴露されることを恐れたイギリスが父を暗殺した」と主張している。最後の囚人であった彼の死をもってシュパンダウ刑務所は閉鎖された。
葬儀には支持者などが殺到したため埋葬は延期され、その後秘密裏に行われた。毎年命日になるとネオナチがヘスの墓のあるヴンジーデルで集会を開いていた。墓地の管理人とヘスの親族、ルーテル教会関係者はヘスの墓石を撤去することで合意し、2011年7月20日の深夜にヘスの墓は撤去された。ヘスの遺骨は火葬され、その灰は7月21日未明に海上に散布された。ドイツのユダヤ人コミュニティ代表やホロコースト生存者の団体は、この対応を歓迎する声明を出した。ネオナチは30日に抗議集会を開いたり（250人が参加し、ナイフを持っていた数人が拘束された）教会関係者らに対し200通の脅迫状が送られてきた。極右思想の持ち主が実行犯であったノルウェー連続テロ事件に関連し、巡礼地化する恐れも考慮された。

## その他
ヒトラーやヒムラーと同様に菜食主義者で、人智学を提唱した神秘家ルドルフ・シュタイナーの熱心な信奉者だった（ただし、ナチスはシュタイナーを敵視し攻撃していた）。シュタイナーの唱えた自然食とホメオパシーを忠実に行い、シュタイナーが晩年唱えたバイオダイナミック農法に強い関心を持っており、同農法のナチス党内での最大の擁護者であった。

## 替え玉説
イギリスの歴史作家ヒュー・トマス（『スペイン市民戦争』などの著書があるイギリスの歴史家ヒュー・トマスとは別人）は、1941年5月10日以降のヘスは本人ではなく替え玉だという説を提唱した。本物のヘスはイギリスに到着する前にヘルマン・ゲーリングの陰謀で撃墜されたことになっている。

## 栄典

### 軍階級
- 1915年4月21日、一等兵（Gefreiter）
- 1915年5月21日、伍長（Unteroffizier）
- 1916年4月12日、副曹長（Vizefeldwebel
- 1917年10月8日、予備役少尉（Leutnant der Reserve）[96]

### 親衛隊階級
- 1931年12月18日、親衛隊上級大佐（SS-Oberführer）
- 1932年12月5日、親衛隊中将（SS-Gruppenführer）
- 1933年4月21日、親衛隊大将（SS-Obergruppenführer）[96]

### 勲章
- 1914年版二級鉄十字章（1915年4月21日）
- バイエルン戦功十字章（英語版）三級（1915年10月22日）
- プロイセン航空名誉章
- 戦傷章銀章（1918年7月）
- 1929年ニュルンベルク党大会章（1929年）
- コーブルク闘争名誉章（1932年）
- 1933年全国党大会記念章（1933年）
- 血盟勲章（1933年11月9日）
- 黄金党員名誉章（1933年）
- 親衛隊名誉リング（1933年）
- 古参闘士名誉章（1934年）
- 前線戦士名誉十字章（1934年）
- 1931年ブラウンシュヴァイク突撃隊集会記念章（1934年）
- 党勤続章
  -  勤続10年銅章（1939年）
  -  勤続15年銀章（1939年）
  -  勤続25年金章（1941年?）[96]
- パイロット章